# جيمس بارس أميس
جيمس بارس أميس (بالإنجليزية: James Barr Ames)‏ هو خبير قانون أمريكي من مواليد 22 يونيو 1846، وتُوفي في 8 يناير عام 1910. اشتهر جيمس بتعميم طريقة «دراسة الحالة» في تدريس القانون.

## سيرته الذاتية
وُلد جيمس في بوسطن بولاية ماساتشوستس في 22 يونيو 1846. وحصل على تعليمه الأساسي في بوسطن، ثم تخرج من كلية هارفارد في عام 1868، وتخرج من كلية الحقوق بجامعة هارفارد في عام 1872. بدأ العمل كمعلم ومدرس في جامعة هارفارد في عام 1871، واستمر حتى عام 1873 ريثما قُبِل في نقابة المحامين. على الرغم من أن جيمس كان محاميًا مرخّصًا، إلا أنه لم يفتتح مكتبه الخاص، حيث أمضى وقته بالكامل في جامعة هارفارد طوال حياته المهنية كمعلم ومدرس وأستاذ مساعد وأستاذ جامعي وعميد كلية الحقوق.
تزوج جيمس أميس من سارة رسل (التي وُلدت في 22 سبتمبر 1851) في 28 يونيو 1880.

## حياة جيمس المهنية في كلية الحقوق بجامعة هارفارد
حصل جيمس أميس على لقب المعلم الأول للقانون ليس لكونه فقط عالمًا واسع الاطلاع، وباحثًا عميق في تاريخ القانون العام، ولكن لامتلاكه أيضًا قدرة خاصة في تطوير الفكر بشكل واضح ودقيق.
في تدريس القانون لطلاب جامعة هارفارد، استخدم جيمس أميس حالات قانونية فعلية لتوضيح المبادئ القانونية، وهو مفهوم تم تطويره بواسطة كريستوفر كولومبوس لانغديل. أصرّ جيمس على أن التعليم القانوني يجب أن يتطلب دراسة الحالات الفعلية بدلاً من مبادئ القانون المجردة. كما كان له دور أساسي في إدخال أسلوب الحالة في تدريس القانون، وهي طريقة استُخدمت بشكل عام في كليات الحقوق الأمريكية وقت وفاته، وما زالت مستمرة حتى الوقت الحاضر. انتُخب جيمس زميلًا للأكاديمية الأمريكية للفنون والعلوم في عام 1878. وشغل منصب عميد كلية الحقوق بجامعة هارفارد من عام 1895 إلى عام 1910. وكان مديرًا لمكتب المحاماة التابع لنقابة المحامين الأمريكية في عام 1907، والتي حصلت نشرتها السنوية الأولى للقانون المقارن على شهادات تكريم ست جامعات في وقت وفاته.